# Лекашин
Лекашин (пол. Lekaszyn) — село в Польщі, у гміні Унеюв Поддембицького повіту Лодзинського воєводства.
Населення — 139 осіб (2011).
У 1975-1998 роках село належало до Конінського воєводства.

## Демографія
Демографічна структура станом на 31 березня 2011 року:
|          | Загалом | Допрацездатний вік | Працездатний вік | Постпрацездатний вік |
| -------- | ------- | ------------------ | ---------------- | -------------------- |
| Чоловіки | 71      | 21                 | 39               | 11                   |
| Жінки    | 68      | 14                 | 25               | 29                   |
| Разом    | 139     | 35                 | 64               | 40                   |